# アルトゥク朝

アルトゥク朝

1200年頃の中近東

アルトゥク朝（英語 Artuqid Dynasty）はディヤール・バクルを11世紀から15世紀にかけて支配した王朝。

## 概要
アルトゥク朝はオグズ族系トゥルクマーンによるセルジューク朝系アタベク政権であり、ディヤール・バクル（ディヤール・バクルは地方名。今日のディヤルバクルの街はアーミドという）などクルディスターンあるいは北部ジャズィーラを11世紀から15世紀にかけて支配した。アルトゥク朝はマリク・シャーのもとで働いた始祖アルトゥクが南クルディスターンに領地を得て以降、この地域を本拠地として前サファヴィー朝・オスマン朝期に至る長い期間、独立あるいは半独立王朝を築いている。
初期の一時期には、アルトゥクの子イル・ガーズィーやスクマーン、バラクがシリアに進出し、一時期はアレッポを獲得している。この時期はちょうど第1回十字軍の到来にあたっており、彼らはそれぞれ十字軍との戦いに勝利し、最初期の聖戦の英雄として名高い。
ただしアルトゥク朝のシリアへの関与は12世紀はじめの約20年間であり、大部分の時代、アルトゥク朝はディヤール・バクルの群小地方政権であった。アナトリアへの入口ディヤール・バクルにおけるアルトゥク朝の存在は、トゥルクマーンの断続的なアナトリアへの流入に大きな影響を与えている。またアナトリア東部山岳地帯は、トゥルクマーンの他、アルメニア人（非カルケドン派正教会）、グルジア人（ギリシャ正教系正教会）などのキリスト教徒、そしてクルド人など、宗教的・民族的に非常な多様性を示す地域であるが、この地域におけるアルトゥク朝などの群小諸勢力の興亡が繰り返される状況が長く続いたことが、今日に至る地域の特徴を規定しているともいえる。

## 歴史

### アルトゥク家の勃興
始祖アルトゥクはオグズ系トゥルクマーンのデュジェル族で、アナトリア東部にあって、当初東ローマ皇帝ミカエル7世への服属と対抗を繰り返していた。のちに大セルジューク朝の第3代スルタン、マリク・シャーの配下となり、1077年の対カルマト派作戦、1079年のトゥトゥシュ（マリク・シャーの弟で、のちにシリア・セルジューク朝の初代スルタン）配下でのシリア作戦、1084年のイブン・ジャヒール配下でのディヤール・バクル作戦、1085年のホラーサーン遠征に参加している。これによってアルトゥクは南部クルディスターンの要地ハルワーンをイクターとして与えられ、アルトゥク朝の基盤が形成された。アルトゥク家はこののちイラクやシリアを点々とすることになるが、その権力基盤たるトゥルクマーン集団は一貫してクルディスターンのディヤール・バクルにあった。
アルトゥクは1085年、モースルとアレッポを支配するウカイル朝シャラフッダウラ・ムスリムと同盟して独立をもくろむが、1086年のムスリムが死去、トゥトゥシュへの再従属を余儀なくされた。トゥトゥシュはアルトゥクに聖都エルサレムを中心とするパレスティナを与えた。アルトゥクは1091年ころに亡くなり、息子スクマーンとイル・ガーズィーが後を継いだ。
トゥトゥシュはマリク・シャー没後の1092年から1095年にかけて、大セルジューク朝スルターンの地位をねらい、マリク・シャーの息子バルキヤルークおよびムハンマド・タパルと戦い、これに併せてアルトゥク家勢力をジャズィーラに導入した。トゥトゥシュが亡くなると、シリア・セルジューク朝はアレッポのリドワーンとダマスカスのドゥカークの兄弟間の争いが始まるが、アルトゥク家はリドワーンを支持した。アルトゥク朝とアレッポの関係はこのときに始まった。兄弟間の争いが続くなかで1098年7月、第1回十字軍によりアンティオキアが陥落した。アルトゥク家は、これに対するモースルのカルブガー率いるセルジューク朝の包囲戦に参加するが大敗北を喫してしまう。さらに、エジプトのファーティマ朝の宰相アル＝アフダルによるパレスチナ再征服とこれに続く十字軍による占領で、アルトゥク家はパレスティナを完全に失うことになった。
その後イル・ガーズィーはマリク・シャーの息子ムハンマド・タパルに仕えるようになる。ムハンマド・タパルは兄バルキヤールクとの争いの中でイル・ガーズィーにジャズィーラ内で統治権を与えた。一方ディヤール・バクルのマルディンでは、アルトゥクの孫ヤークーリーが捕らえられていたが、1097年ヤークーリーは計略によって街を奪取した。スクマーンはうち続くジャズィーラにおける内部抗争を利用して1102年、ヒスン・カイファーを、甥ヤークーリーからマルディンを得て北方へ進出していった。マルディンの領主になったスククマーンは、1104年にハッラーンの戦いで十字軍を破り、エデッサ伯国の伯爵ボードワン2世を捕虜としている。彼はその後すぐに亡くなり、スクマーンの息子のうちイブラーヒームがマルディンを、ダーウードがヒスン・カイファーを継いだ。

### シリア情勢への関与

#### イル・ガーズィーの時代
1107年、イル・ガーズィーはムハンマド・タパルによって南ジャズィーラからディヤール・バクルへ再封された。ムハンマド・タパルは1104年のバルキヤールク没後、単一の大セルジューク朝スルタンとなっていたが、ルーム・セルジューク朝のクルチ・アルスラーン1世はこれに敵対し、ジャズィーラへの侵攻をねらっていた。イル・ガーズィーのディヤール・バクルへの配置はこれに対処するためであった。イル・ガーズィーは目的を果たし、クルチ・アルスラーンを撃退している。その後1108年、甥イブラーヒームからマルディンを獲得した。
1110年ムハンマド・タパルはアルトゥク家をはじめ、アーミド（現在のディヤルバクル）、アフラート、アルザーンなどのトゥルクマーン系諸勢力を糾合して、対十字軍戦を試みた。しかしイル・ガーズィーとアフラートのスクマーン・アル＝クトゥビー（兄弟のスクマーンとは別人）とのあいだに確執が生じ、成果をあげることはできなかった。これが原因となってムハンマド・タパルとイル・ガーズィーの関係も悪化した。これ以降アルトゥク朝はスルタンによる対十字軍戦への参加に慎重になってゆく。
イル・ガーズィーは1114年にはムハンマド・タパル麾下のモースルの統治者アクスンクル・アル＝ブルスキーに対抗するトゥルクマーン部族連合を形成し、ダマスカスのアタベク・トゥグテギン（ブーリー朝の始祖）、十字軍のアンティオキア公国とともにモースルおよびムハンマド・タパルと戦った。1115年のセルジューク朝軍の大敗の遠因はここにある。
1118年のムハンマド・タパルの死によってセルジューク朝の脅威から解放されたイル・ガーズィーは再び対十字軍戦に乗り出す。このころ、北シリアの中心都市アレッポではシリア・セルジューク朝アレッポ政権がリドワーン没後に幼主が続いて衰亡し、さらにアンティオキア公国やニザール派の圧迫を受けて無政府状態の様相を呈していた。イル・ガーズィーはアレッポのカーディー、イブン・アル＝ハッシャーブの要請にしたがって南下してアレッポに入り、リドワーンの娘をめとって幼主スルターン・シャーの後見として政権を受け継いだ。
イル・ガーズィーはダマスカスのトゥグテギンと同盟して、翌1119年7月28日、アンティオキア公国軍とサルマダの平野で会戦、大勝利を収めた。これによってアンティオキアは無防備状態に置かれるが、ディヤール・バクルに本拠を置くイル・ガーズィーは十字軍を含むジョージア、ビザンツなどキリスト教勢力との全面的対決を望まず、アンティオキア攻略戦をせずに撤退した。この時点で諸勢力の中でもアルトゥク朝の軍事力は傑出したものとなった。1121年、対ジョージア戦を行っていた大セルジューク朝のスルタン・マフムードは、この軍事力を利用しようとしてジョージア侵攻を命じた。しかしイル・ガーズィーはジョージアのダヴィト4世と戦って大敗を喫し、セルジューク朝はティフリス（現在のトビリシ）を失った。なお、このとき戦功としてイル・ガーズィーはディヤール・バクルにおける最後のセルジューク朝の拠点マイヤーファーリキーンを獲得している。イル・ガーズィーは1122年、マイヤーファリーキーンで死去。同地に葬られ、息子たちのうちスライマーンがマイヤーファリーキーンとアレッポを、ティムルタシュがマルディンを継いだ。

#### バラクの時代
イル・ガーズィーの甥ヌールッダウラ・バラクは、イル・ガーズィーの許で転戦していたが、1105年にはディヤール・バクルの本拠に戻り周辺領域の平定に努めた。バラクはマラティヤのルーム・セルジューク朝トゥグリル・アルスラーンのアタベクとなり、彼の兄であるコンヤのマスウードに対抗した。これにより1115年にはマラティヤの北北西ハンズィートのハルトペルト城砦を本拠とした。バラクはさらに北方へと進出し、1118年ダニシュメンド朝と同盟して、エルジンジャンのイブン・マンギュジャクおよびその同盟者東ローマ帝国のトレビゾンド太守ガルワスを破った。これによってバラクはユーフラテス上流域に勢力を伸ばし、バラク保護下のトゥグリル・アルスラーンはマラシュ方面へ進出してエデッサ伯国に従属するアルメニア人から領土を奪った。こうしてエデッサとの対立は決定的なものとなる。
バラクは1122年ジョージアと、さらに矢継ぎ早にエデッサと戦って伯ジョスランを捕らえた。バラクは救援に赴いたエルサレム王国国王ボードワン2世をも捕虜として、ムスリムの絶賛を浴びた。イル・ガーズィーが亡くなったのはこのころである。1123年アレッポは街の保護者として、イル・ガーズィーの息子スライマーンに代えてバラクを迎えた。このころマルディンのスライマーンの弟ティムルタシュもバラクに仕えるようになり、マルディンもバラクの統治下に入る。
アレッポでは、バラクはシリア・セルジューク朝のスルターン・シャーを追放、ついでハルトパルトの本拠での十字軍捕虜と同地のアルメニア人による反乱を鎮圧した。この留守中に反乱を企てたシーア派とその指導者でもあったイブン・アル=ハッシャーブをも追放している。さらに1124年、ヴェネツィア艦隊とエルサレム王国による包囲に苦しんできたティールに向かおうとしていた。しかしこのとき、マンビジの統治者がエデッサ伯ジョスランと結んで再び自律傾向を示したため、バラクはマンビジ包囲戦に入る。ここではジョスランを打ち破ったものの、バラク自身が矢傷を受けて没してしまう。
バラクの領域は、バラクの指揮下包囲戦に参加していたティムルタシュがマルディンに加えてアレッポを、バラクの一人娘と息子を結婚させていたスクマーンの子でヒスン・カイファーの統治者ダーウードがバラクの故地ハルトパルトを受け継いだ。同年、ティムルタシュは十字軍と同盟してアレッポに迫るシリア・セルジューク朝のスルターン・シャーとドゥバイス・ブン・サダカの圧力を避けてアレッポを見捨て、ボードワン2世を釈放してマルディンへと戻った。以降アルトゥク朝がアレッポを統治することはなかった。
ティムルタシュの放棄したアレッポにはカーディーのイブン・アル・ハッシャーブが戻って、治安回復と防衛に奔走し、モースルのアクスンクル・アル＝ブルスキーを招聘した。1125年アクスンクル・アル＝ブルスキーはアレッポに入った。彼は翌年暗殺されるが、彼が保護してきたザンギーが後を継ぎ、以降はザンギー朝の一方の中心地としてアレッポはその混乱に終止符を打つことになる。

### 群小地方政権アルトゥク朝
1124年、スライマーンが没し、アレッポ撤退後マルディンを治めるのみとなったティムルタシュがマイヤーファリーキーンをあわせた。この結果、イル・ガーズィーの子ティムルタシュがマルディンとマイヤーファリーキーンを治め、スクマーンの子ダーウードがヒスン・カイファーとハルトパルトを治める体制となり、以降変動なく両者の後継者へと相続されてゆく。これをもってトゥルクマーン系王朝の分割相続的形態を非常に早い段階で脱却したものとして注目する説もあるが、一方で土着のクルド人の中にあってクルド化が進んだ結果とする評価もある。
ティムルタシュとダーウードは対立関係にあり、ティムルタシュは1127年以降ジャズィーラを支配したザンギーと結び、ザンギーに従って1133年のアーミド包囲戦に参加した。一方ダーウードは北方での勢力拡大につとめジョージアとたびたび交戦している。1144年にダーウードのあとを継いだ息子カラ・アルスラーンを再びザンギーとともに攻めている。カラ・アルスラーンはエデッサ伯ジョスラン2世と連合しザンギー朝と対抗したが、ザンギーの圧力によりエデッサとの和解を余儀なくされた。同年秋ジョスラン2世の遠征中にザンギーがエデッサを包囲、占領。エデッサ伯国は最初に崩壊した十字軍国家になった。ヒスン・カイファーのカラ・アルスラーン政権もザンギー朝の従属国となった。ザンギーのあとを継いだヌールッディーンは対十字軍戦を第一としたため、アルトゥク朝への圧力を弱めて再び友好関係に入り、ザンギーの遠征時に獲得したジャズィーラ北部の領地をアルトゥク朝へ与えた。しかし一方でアルトゥク朝はヌールッディーンの聖戦に巻き込まれ、全体として良好な関係にあった十字軍やビザンツやジョージア（アフラートのシャーヒ・アルマン朝に対しジョージアは一時期アルトゥク朝を保護している）など在地キリスト教勢力との交戦を余儀なくされた。
カラ・アルスラーンは1163年にアーミド攻略をもくろむがダニシュメンド朝の干渉により失敗、息子ヌール・アッディーン・ムハンマドは逆にルーム・セルジューク朝の圧迫に対しダニシュメンド朝へ援軍を派遣している。1174年のヌールッディーンが没し、エジプトからアイユーブ朝のサラーフッディーンの勢力が北上してくる。アルトゥク朝は当初アイユーブ朝に対しザンギー朝とともに対抗する道を選ぶが、その後ムハンマドはアイユーブ朝との同盟に転じ、のちにアイユーブ朝とともに妻の父ルーム・セルジューク朝のクルチ・アルスラーン2世を攻撃した。アイユーブ朝はクルチ・アルスラーン2世との和平協定でアルトゥク朝領域の支配権を得て、ムハンマドに彼らの宿願の地アーミドを与えた。一方で1185年ティムルタシュ系政権のマイヤーファリーキーンが接収され、アイユーブ朝一族が入部し、のちにアフラートに移り、アイユーブ朝地方政権が出現した。ムハンマドの死後、政権はアーミドとヒスン・カイファー、ハルトパルトに分割され、アイユーブ朝の圧力が強まった。
アルトゥク朝はアイユーブ朝を恐れて離反し、ルーム・セルジューク朝、さらにホラズムシャー朝に服属するが、まず1227年にルーム・セルジューク朝の攻撃を受けてユーフラテス北岸を失い、ついで1232年アイユーブ朝のカーミルの再征服でアーミド、ヒスン・カイファーを失った。1234年、再びルーム・セルジューク朝の対アイユーブ朝遠征があってハルトパルトを失い、マルディン政権のみが残された。このときアイユーブ朝地方政権はヒスン・カイファーに移り、同政権はオスマン帝国のアナトリア統一戦前後まで残存する。
マルディンのアルトゥク朝はなお生き残り、モンゴル軍の長期間の包囲ののちフレグに降伏、イルハン朝の属国となり、徐々に勢力を広げた。14世紀イルハン朝が崩壊すると周辺の諸勢力、特にほぼクルド化したアイユーブ朝地方政権と抗争し、さらにマムルーク朝、バグダードのジャラーイル朝、この時期に勃興したカラ・コユンルー部族連合、アク・コユンルー部族連合などと合従連衡を繰り返す。しかしこの地域の状況はティムールの到来によって一変し、ティムール朝に服属したアイユーブ朝とアク・コユンルー部族連合の強烈な圧力を受けた。もはやアルトゥク朝には対抗する力はなく、1409年最後のマルディンの統治者サーリフが領地をアク・コユンルー部族連合に対抗するカラ・コユンルー部族連合のカラ・ユースフに引き渡して滅亡した。

## 歴代君主
1. イル・ガーズィー1世（1104年 - 1122年）
2. テムル・タシュ・フサーム（1122年 - 1152年）
3. アルプ・ナジム（1152年 - 1176年）
4. イル・ガーズィー2世（1176年 - 1184年）
5. ユルク・アルスラーン・フサーム（1184年 - 1201年）
6. ナシルッディーン・アルトゥク・アルスラーン（1201年 - 1239年）
7. ガーズィー1世（1239年 - 1260年）
8. カラ・アルスラーン・アル=ムザッファル（1260年 - 1292年）
9. ダーウード・シャムス（1292年 - 1294年）
10. ガーズィー2世（1294年 - 1312年）
11. アリー・アルプ・イマード（1312年 - 1364年）
12. サーリフ・シャムス（1364年 - 1368年）
13. アフマド・アル=マンスール・フサーム（1364年 - 1368年）
14. マフムード・アッ=サーリフ（1368年）
15. ダーウード・アル=ムザッファル（1368年 - 1376年）
16. イサー・アッ=ザーヒル・マジド（1376年 - 1406年）
17. アフマド・アッ=サーリフ・シハーブ（1406年 - 1408年）

## 系図
|  |  |                                       |                                       |                                       |                                       |                                       |                                       |  |  |                                                         |                                                         |                                                         |                                                         |                                                         |                                                         |  |  |        |        |        |        |        |        |  |  | アルトゥク                                          |                                                     |                                                     |                                                     |                                                     |                                                     |  |  |                                         |                                         |                                         |                                         |                                         |                                         |  |  |                                               |                                               |                                               |                                               |                                               |                                               |  |  |                                       |                                       |                                       |                                       |                                       |                                       |  |  |  |  |  |  |  |  |  |  |  |  |  |  |  |  |  |  |  |  |  |  |  |  |  |  |  |  |  |  |  |  |  |  |  |  |  |  |  |  |  |  |  |  |
|  |  |                                       |                                       |                                       |                                       |                                       |                                       |  |  |                                                         |                                                         |                                                         |                                                         |                                                         |                                                         |  |  |        |        |        |        |        |        |  |  |                                                     |                                                     |                                                     |                                                     |                                                     |                                                     |  |  |                                         |                                         |                                         |                                         |                                         |                                         |  |  |                                               |                                               |                                               |                                               |                                               |                                               |  |  |                                       |                                       |                                       |                                       |                                       |                                       |  |  |  |  |  |  |  |  |  |  |  |  |  |  |  |  |  |  |  |  |  |  |  |  |  |  |  |  |  |  |  |  |  |  |  |  |  |  |  |  |  |  |  |  |
|  |  |                                       |                                       |                                       |                                       |                                       |                                       |  |  |                                                         |                                                         |                                                         |                                                         |                                                         |                                                         |  |  |        |        |        |        |        |        |  |  |                                                     |                                                     |                                                     |                                                     |                                                     |                                                     |  |  |                                         |                                         |                                         |                                         |                                         |                                         |  |  |                                               |                                               |                                               |                                               |                                               |                                               |  |  |                                       |                                       |                                       |                                       |                                       |                                       |  |  |  |  |  |  |  |  |  |  |  |  |  |  |  |  |  |  |  |  |  |  |  |  |  |  |  |  |  |  |  |  |  |  |  |  |  |  |  |  |  |  |  |  |
|  |  |                                       |                                       |                                       |                                       |                                       |                                       |  |  | スクマーン ヒスン・カイファー領主                       | スクマーン ヒスン・カイファー領主                       | スクマーン ヒスン・カイファー領主                       | スクマーン ヒスン・カイファー領主                       | スクマーン ヒスン・カイファー領主                       | スクマーン ヒスン・カイファー領主                       |  |  |        |        |        |        |        |        |  |  | イル・ガーズィー1世 マルディン領主                  | イル・ガーズィー1世 マルディン領主                  | イル・ガーズィー1世 マルディン領主                  | イル・ガーズィー1世 マルディン領主                  | イル・ガーズィー1世 マルディン領主                  | イル・ガーズィー1世 マルディン領主                  |  |  |                                         |                                         |                                         |                                         |                                         |                                         |  |  | バーラム                                      | バーラム                                      | バーラム                                      | バーラム                                      | バーラム                                      | バーラム                                      |  |  | アブド＝アル＝ジャバール              | アブド＝アル＝ジャバール              | アブド＝アル＝ジャバール              | アブド＝アル＝ジャバール              | アブド＝アル＝ジャバール              | アブド＝アル＝ジャバール              |  |  |  |  |  |  |  |  |  |  |  |  |  |  |  |  |  |  |  |  |  |  |  |  |  |  |  |  |  |  |  |  |  |  |  |  |  |  |  |  |  |  |  |  |
|  |  |                                       |                                       |                                       |                                       |                                       |                                       |  |  | スクマーン ヒスン・カイファー領主                       | スクマーン ヒスン・カイファー領主                       | スクマーン ヒスン・カイファー領主                       | スクマーン ヒスン・カイファー領主                       | スクマーン ヒスン・カイファー領主                       | スクマーン ヒスン・カイファー領主                       |  |  |        |        |        |        |        |        |  |  | イル・ガーズィー1世 マルディン領主                  | イル・ガーズィー1世 マルディン領主                  | イル・ガーズィー1世 マルディン領主                  | イル・ガーズィー1世 マルディン領主                  | イル・ガーズィー1世 マルディン領主                  | イル・ガーズィー1世 マルディン領主                  |  |  |                                         |                                         |                                         |                                         |                                         |                                         |  |  | バーラム                                      | バーラム                                      | バーラム                                      | バーラム                                      | バーラム                                      | バーラム                                      |  |  | アブド＝アル＝ジャバール              | アブド＝アル＝ジャバール              | アブド＝アル＝ジャバール              | アブド＝アル＝ジャバール              | アブド＝アル＝ジャバール              | アブド＝アル＝ジャバール              |  |  |  |  |  |  |  |  |  |  |  |  |  |  |  |  |  |  |  |  |  |  |  |  |  |  |  |  |  |  |  |  |  |  |  |  |  |  |  |  |  |  |  |  |
|  |  |                                       |                                       |                                       |                                       |                                       |                                       |  |  |                                                         |                                                         |                                                         |                                                         |                                                         |                                                         |  |  |        |        |        |        |        |        |  |  |                                                     |                                                     |                                                     |                                                     |                                                     |                                                     |  |  |                                         |                                         |                                         |                                         |                                         |                                         |  |  |                                               |                                               |                                               |                                               |                                               |                                               |  |  |                                       |                                       |                                       |                                       |                                       |                                       |  |  |  |  |  |  |  |  |  |  |  |  |  |  |  |  |  |  |  |  |  |  |  |  |  |  |  |  |  |  |  |  |  |  |  |  |  |  |  |  |  |  |  |  |
|  |  | イブラーヒーム ヒスン・カイファー領主 | イブラーヒーム ヒスン・カイファー領主 | イブラーヒーム ヒスン・カイファー領主 | イブラーヒーム ヒスン・カイファー領主 | イブラーヒーム ヒスン・カイファー領主 | イブラーヒーム ヒスン・カイファー領主 |  |  | ダーウード ヒスン・カイファーとハルトパルト領主         | ダーウード ヒスン・カイファーとハルトパルト領主         | ダーウード ヒスン・カイファーとハルトパルト領主         | ダーウード ヒスン・カイファーとハルトパルト領主         | ダーウード ヒスン・カイファーとハルトパルト領主         | ダーウード ヒスン・カイファーとハルトパルト領主         |  |  | アヤズ | アヤズ | アヤズ | アヤズ | アヤズ | アヤズ |  |  | スライマーン マイヤーファリーキーンとアレッポの領主 | スライマーン マイヤーファリーキーンとアレッポの領主 | スライマーン マイヤーファリーキーンとアレッポの領主 | スライマーン マイヤーファリーキーンとアレッポの領主 | スライマーン マイヤーファリーキーンとアレッポの領主 | スライマーン マイヤーファリーキーンとアレッポの領主 |  |  | テムル・タシュ・フサーム マルディン領主 | テムル・タシュ・フサーム マルディン領主 | テムル・タシュ・フサーム マルディン領主 | テムル・タシュ・フサーム マルディン領主 | テムル・タシュ・フサーム マルディン領主 | テムル・タシュ・フサーム マルディン領主 |  |  | ヌールッダウラ・バラク ハラム後にアレッポ領主 | ヌールッダウラ・バラク ハラム後にアレッポ領主 | ヌールッダウラ・バラク ハラム後にアレッポ領主 | ヌールッダウラ・バラク ハラム後にアレッポ領主 | ヌールッダウラ・バラク ハラム後にアレッポ領主 | ヌールッダウラ・バラク ハラム後にアレッポ領主 |  |  | スライマーン アレッポ領主 (1121-1122) | スライマーン アレッポ領主 (1121-1122) | スライマーン アレッポ領主 (1121-1122) | スライマーン アレッポ領主 (1121-1122) | スライマーン アレッポ領主 (1121-1122) | スライマーン アレッポ領主 (1121-1122) |  |  |  |  |  |  |  |  |  |  |  |  |  |  |  |  |  |  |  |  |  |  |  |  |  |  |  |  |  |  |  |  |  |  |  |  |  |  |  |  |  |  |  |  |
|  |  | イブラーヒーム ヒスン・カイファー領主 | イブラーヒーム ヒスン・カイファー領主 | イブラーヒーム ヒスン・カイファー領主 | イブラーヒーム ヒスン・カイファー領主 | イブラーヒーム ヒスン・カイファー領主 | イブラーヒーム ヒスン・カイファー領主 |  |  | ダーウード ヒスン・カイファーとハルトパルト領主         | ダーウード ヒスン・カイファーとハルトパルト領主         | ダーウード ヒスン・カイファーとハルトパルト領主         | ダーウード ヒスン・カイファーとハルトパルト領主         | ダーウード ヒスン・カイファーとハルトパルト領主         | ダーウード ヒスン・カイファーとハルトパルト領主         |  |  | アヤズ | アヤズ | アヤズ | アヤズ | アヤズ | アヤズ |  |  | スライマーン マイヤーファリーキーンとアレッポの領主 | スライマーン マイヤーファリーキーンとアレッポの領主 | スライマーン マイヤーファリーキーンとアレッポの領主 | スライマーン マイヤーファリーキーンとアレッポの領主 | スライマーン マイヤーファリーキーンとアレッポの領主 | スライマーン マイヤーファリーキーンとアレッポの領主 |  |  | テムル・タシュ・フサーム マルディン領主 | テムル・タシュ・フサーム マルディン領主 | テムル・タシュ・フサーム マルディン領主 | テムル・タシュ・フサーム マルディン領主 | テムル・タシュ・フサーム マルディン領主 | テムル・タシュ・フサーム マルディン領主 |  |  | ヌールッダウラ・バラク ハラム後にアレッポ領主 | ヌールッダウラ・バラク ハラム後にアレッポ領主 | ヌールッダウラ・バラク ハラム後にアレッポ領主 | ヌールッダウラ・バラク ハラム後にアレッポ領主 | ヌールッダウラ・バラク ハラム後にアレッポ領主 | ヌールッダウラ・バラク ハラム後にアレッポ領主 |  |  | スライマーン アレッポ領主 (1121-1122) | スライマーン アレッポ領主 (1121-1122) | スライマーン アレッポ領主 (1121-1122) | スライマーン アレッポ領主 (1121-1122) | スライマーン アレッポ領主 (1121-1122) | スライマーン アレッポ領主 (1121-1122) |  |  |  |  |  |  |  |  |  |  |  |  |  |  |  |  |  |  |  |  |  |  |  |  |  |  |  |  |  |  |  |  |  |  |  |  |  |  |  |  |  |  |  |  |
|  |  |                                       |                                       |                                       |                                       |                                       |                                       |  |  | カラ・アルスラーン ヒスン・カイファー領主               | カラ・アルスラーン ヒスン・カイファー領主               | カラ・アルスラーン ヒスン・カイファー領主               | カラ・アルスラーン ヒスン・カイファー領主               | カラ・アルスラーン ヒスン・カイファー領主               | カラ・アルスラーン ヒスン・カイファー領主               |  |  |        |        |        |        |        |        |  |  |                                                     |                                                     |                                                     |                                                     |                                                     |                                                     |  |  | アルプ・ナジム マルディン領主           | アルプ・ナジム マルディン領主           | アルプ・ナジム マルディン領主           | アルプ・ナジム マルディン領主           | アルプ・ナジム マルディン領主           | アルプ・ナジム マルディン領主           |  |  |                                               |                                               |                                               |                                               |                                               |                                               |  |  |                                       |                                       |                                       |                                       |                                       |                                       |  |  |  |  |  |  |  |  |  |  |  |  |  |  |  |  |  |  |  |  |  |  |  |  |  |  |  |  |  |  |  |  |  |  |  |  |  |  |  |  |  |  |  |  |
|  |  |                                       |                                       |                                       |                                       |                                       |                                       |  |  | カラ・アルスラーン ヒスン・カイファー領主               | カラ・アルスラーン ヒスン・カイファー領主               | カラ・アルスラーン ヒスン・カイファー領主               | カラ・アルスラーン ヒスン・カイファー領主               | カラ・アルスラーン ヒスン・カイファー領主               | カラ・アルスラーン ヒスン・カイファー領主               |  |  |        |        |        |        |        |        |  |  |                                                     |                                                     |                                                     |                                                     |                                                     |                                                     |  |  | アルプ・ナジム マルディン領主           | アルプ・ナジム マルディン領主           | アルプ・ナジム マルディン領主           | アルプ・ナジム マルディン領主           | アルプ・ナジム マルディン領主           | アルプ・ナジム マルディン領主           |  |  |                                               |                                               |                                               |                                               |                                               |                                               |  |  |                                       |                                       |                                       |                                       |                                       |                                       |  |  |  |  |  |  |  |  |  |  |  |  |  |  |  |  |  |  |  |  |  |  |  |  |  |  |  |  |  |  |  |  |  |  |  |  |  |  |  |  |  |  |  |  |
|  |  |                                       |                                       |                                       |                                       |                                       |                                       |  |  |                                                         |                                                         |                                                         |                                                         |                                                         |                                                         |  |  |        |        |        |        |        |        |  |  |                                                     |                                                     |                                                     |                                                     |                                                     |                                                     |  |  |                                         |                                         |                                         |                                         |                                         |                                         |  |  |                                               |                                               |                                               |                                               |                                               |                                               |  |  |                                       |                                       |                                       |                                       |                                       |                                       |  |  |  |  |  |  |  |  |  |  |  |  |  |  |  |  |  |  |  |  |  |  |  |  |  |  |  |  |  |  |  |  |  |  |  |  |  |  |  |  |  |  |  |  |
|  |  | アブー・バクル カーバード領主         | アブー・バクル カーバード領主         | アブー・バクル カーバード領主         | アブー・バクル カーバード領主         | アブー・バクル カーバード領主         | アブー・バクル カーバード領主         |  |  | ヌール・アッディーン・ムハンマド ヒスン・カイファー領主 | ヌール・アッディーン・ムハンマド ヒスン・カイファー領主 | ヌール・アッディーン・ムハンマド ヒスン・カイファー領主 | ヌール・アッディーン・ムハンマド ヒスン・カイファー領主 | ヌール・アッディーン・ムハンマド ヒスン・カイファー領主 | ヌール・アッディーン・ムハンマド ヒスン・カイファー領主 |  |  |        |        |        |        |        |        |  |  |                                                     |                                                     |                                                     |                                                     |                                                     |                                                     |  |  | イル・ガーズィー2世 マルディン領主      | イル・ガーズィー2世 マルディン領主      | イル・ガーズィー2世 マルディン領主      | イル・ガーズィー2世 マルディン領主      | イル・ガーズィー2世 マルディン領主      | イル・ガーズィー2世 マルディン領主      |  |  |                                               |                                               |                                               |                                               |                                               |                                               |  |  |                                       |                                       |                                       |                                       |                                       |                                       |  |  |  |  |  |  |  |  |  |  |  |  |  |  |  |  |  |  |  |  |  |  |  |  |  |  |  |  |  |  |  |  |  |  |  |  |  |  |  |  |  |  |  |  |
|  |  | アブー・バクル カーバード領主         | アブー・バクル カーバード領主         | アブー・バクル カーバード領主         | アブー・バクル カーバード領主         | アブー・バクル カーバード領主         | アブー・バクル カーバード領主         |  |  | ヌール・アッディーン・ムハンマド ヒスン・カイファー領主 | ヌール・アッディーン・ムハンマド ヒスン・カイファー領主 | ヌール・アッディーン・ムハンマド ヒスン・カイファー領主 | ヌール・アッディーン・ムハンマド ヒスン・カイファー領主 | ヌール・アッディーン・ムハンマド ヒスン・カイファー領主 | ヌール・アッディーン・ムハンマド ヒスン・カイファー領主 |  |  |        |        |        |        |        |        |  |  |                                                     |                                                     |                                                     |                                                     |                                                     |                                                     |  |  | イル・ガーズィー2世 マルディン領主      | イル・ガーズィー2世 マルディン領主      | イル・ガーズィー2世 マルディン領主      | イル・ガーズィー2世 マルディン領主      | イル・ガーズィー2世 マルディン領主      | イル・ガーズィー2世 マルディン領主      |  |  |                                               |                                               |                                               |                                               |                                               |                                               |  |  |                                       |                                       |                                       |                                       |                                       |                                       |  |  |  |  |  |  |  |  |  |  |  |  |  |  |  |  |  |  |  |  |  |  |  |  |  |  |  |  |  |  |  |  |  |  |  |  |  |  |  |  |  |  |  |  |
|  |  |                                       |                                       |                                       |                                       |                                       |                                       |  |  | スクマーン2世                                           |                                                         |                                                         |                                                         |                                                         |                                                         |  |  |        |        |        |        |        |        |  |  |                                                     |                                                     |                                                     |                                                     |                                                     |                                                     |  |  |                                         |                                         |                                         |                                         |                                         |                                         |  |  |                                               |                                               |                                               |                                               |                                               |                                               |  |  |                                       |                                       |                                       |                                       |                                       |                                       |  |  |  |  |  |  |  |  |  |  |  |  |  |  |  |  |  |  |  |  |  |  |  |  |  |  |  |  |  |  |  |  |  |  |  |  |  |  |  |  |  |  |  |  |